# Johannes Fibiger
Johannes Andreas Grib Fibiger (Silkeborg, 1867. április 23. – Koppenhága, 1928. január 30.) dán bakteriológus, patológus. 1926-ban elnyerte az orvosi Nobel-díjat "a Spiroptera carcinoma felfedezéséért". Eredményei – ami alapján őt tartották az elsőnek, aki mesterségesen rákot tudott előidézni kísérleti állatokban – tévesnek bizonyultak.

## Tanulmányai
Johannes Fibiger 1867. április 23-án született a jütlandi Silkeborgban. Apja Christian Fibiger orvos, anyja Elfride Muller írónő volt. Mikor Johannes hároméves volt, apja szélütésben meghalt, anyja pedig gyermekeivel együtt Koppenhágába költözött. A családot anyja tartotta el novellák, cikkek, szakácskönyvek írásával. 1882-ben ő indította az első koppenhágai főzőiskolát. Johannes a nagybátyja által vezetett elemi iskolába járt, ahol kitűnő tanuló volt, a botanika és rovargyűjtés iránt érdeklődött. Miután 16 évesen leérettségizett, a Koppenhágai Egyetemen tanult orvostudományt. Tandíját tanítással és az egyetem állattani laboratóriumában végzett munkájával teremtette elő.
21 évesen eljegyezte távoli rokonát, Mathilde Fibigert, aki az iskolában volt tanítónő és könyvelő. 1890-ben kapta meg orvosi diplomáját és az ezután következő években különböző kórházakban praktizált és Németországban Robert Koch és Emil von Behring kutatóintézeteiben dolgozott. 1894-ben végre feleségül vette Mathildét; a házaspárnak két gyermeke született.

## Diftériakutatás
Fibiger a Koppenhágai Egyetem bakteriológiai laboratóriumába tért vissza, ahol a diftéria kórokozóját kutatta és eredményeiből megírta doktori disszertációját. Az ő idejében a diftéria vagy torokgyík még komoly közegészségügyi probléma volt, elsősorban a gyerekek közül szedett sok áldozatot. Fibiger kidolgozott egy jobb módszert a kórokozó laboratóriumi tenyésztésére; bebizonyította, hogy a baktériumnak két különböző formája van; valamint a betegség ellen kidolgozott egy szérumot.
1895-ben megkapta a doktori fokozatot, ezután a koppenhágai Blegdamshospitaletben dolgozott orvosként, de folytatta munkáját a diftériaoltással is. Mivel a klinikai körülmények közötti hatékonysága még nem volt bizonyított, Fibiger felettese engedélyével a kórház betegei közül válogatva véletlenszerűen a kontroll- vagy a kezelt csoportba osztotta be őket: ez volt az első ilyen metodológiájú klinikai vizsgálat. A módszer előnyeit a kortársak még nem ismerték fel, csak Fibiger halála után lett általánossá. A kontrollcsoportban 30-an haltak meg a 245 betegből, míg a szérummal beoltott 239 páciensek között 8 haláleset történt. Fibiger sikere hozzájárult, hogy 1902-ben megalapították a dán Állami Szérumintézetet (Statens Serum Institut).  

## Rákkutatói tevékenysége
1900-ban felkérték az egyetem Patológiai Anatómiai Intézetének vezetésére. Itt a gümőkór kutatásával kezdett foglalkozni. Bebizonyította, hogy a fertőzött szarvasmarhák tejével is el lehet kapni a tüdővészt. Kísérleteihez ezután patkányokat kezdett el használni. 1907-ben három patkányban gyomorrákot, a tumorszövetben pedig egy addig ismeretlen fonálférget talált, amelyet Spiroptera neoplastica-nak nevezett el. Fibiger úgy vélte, hogy a féreg okozza a tumort és megpróbálta kísérletileg reprodukálni felfedezését. Eleinte nem járt sikerrel, de aztán egy cukorgyárban elfogott egereket kapott, amelyek 70%-a Spiroptera-fertőzött volt, és ezek közül minden ötödiknek volt gyomordaganata. Elmélete szerint a gyárban előforduló csótányok hordozták a fonalférget és ez egerek tőlük kapták el a betegséget. Elképzelése bizonyítására egerekkel és patkányokkal etette meg a csótányokat és azok egy részében valóban tumor fejlődött ki. Eredményeit 1913-ban közölte és a közvélekedés szerint ő volt az első, aki mesterségesen idézett elő tumort kísérleti állatokban. 1926-ban a fiziológiai Nobel-díjat is elnyerte, a következő évben pedig ő kapta a Nordhoff-Jung rákkutatási díjat.  

### Eredményei kritikája
Néhány évvel az eredmények közzététele után többen kritizálni kezdték Fibigert, véleményük szerint nem volt bizonyított, hogy a daganatokat (amelyek nem is voltak malignusak) a fonálférgek okozták. Tovább gyengítette álláspontját, hogy nem használt kontrollcsoportot: olyan rágcsálókat, amelyeket nem csótányokkal etettek. Ekkoriban még nem léteztek laboratóriumi patkánytörzsek és Fibiger vadon fogta az állatait; ezért aztán eredményeit mások nem tudták reprodukálni.
Fibiger visszautasította a vádakat és haláláig fenntartotta elméletét. Az első világháború után felhagyott a parazitológiával és Jamagiva Kacuszaburo kísérleteit reprodukálva nyulak fülét kőszénkátránnyal bekenve próbált tumort indukálni. Kimutatta, hogy a fajok, fajták, sőt egyedek között jelentős különbség lehet a tumor keletkezésének gyakoriságában. Életének utolsó éveiben rákos szövet kivonatából próbált tumor elleni vakcinát létrehozni.

## Halála és munkásságának értékelése
Mikor Stockholmba utazott átvenni a Nobel-díjat, megbetegedett és a kórházban végbélrákot diagnosztizáltak nála. Johannes Fibiger 1928. január 30-án halt meg Koppenhágában, szívroham következtében.
Halála után Nobel-díjas eredményeit elvetették. Kiderült, hogy a kísérleti állatai gyomrában talált léziókat feltehetően az A-vitamin hiánya okozta. Bár a paraziták okozta állandó irritáció, vagy az általuk hordozott vírusok előidézhetnek daganatokat, valószínűleg nem Johannes Fibiger volt az első, aki kísérletesen tumort idézett elő, hanem két évvel később Jamagiva Kacuszaburo, kőszénkátrányos kísérleteivel. Ezzel együtt Johannes Fibiger diftéria-, tuberkulózis- és tumorkutatói munkásságával jelentősen hozzájárult a tudomány előrehaladásához. Ő alapította az Acta Pathologica et Microbiologica Scandinavica-t és akadémiai tagságai mellett elnöke volt a Dán Orvostudományi Társulatnak, a Skandináv Patológus Társulatnak és a Dán Orvosok Általános Társulata Tumorbizottságának.